# Vizedomamt Wolfsberg
Das Vizedomamt Wolfsberg war ein Amt des Hochstiftes Bamberg, eines reichsunmittelbaren Territoriums im Heiligen Römischen Reich in Teilen des heutigen österreichischen Bundeslandes Kärnten.

## Geschichte
Anfang des 11. Jahrhunderts, wahrscheinlich schon 1007, gelangte ein Gebiet um Villach in Kärnten an das Bistum Bamberg. Sitz des Vizedoms war ursprünglich Villach, er wurde aber bald in die besser zu verteidigende Burg Wolfsberg bei Wolfsberg verlegt. Der Vizedom kam aus dem Domkapitel und war auch dessen Mitglied. Als Teile des Vizedomamtes Wolfsberg wurden mehrfach genannt:
- Amt Wolfsberg (in Wolfsberg)
- Amt St. Leonhard (in Bad St. Leonhard im Lavanttal)
- Amt Villach (in Villach)
- Amt Feldkirchen (in Feldkirchen in Kärnten) und
- Amt Tarvis (in Tarvis).

Die Landeshoheit über das Vizedomamt Wolfsberg war zwischen Habsburg und Bamberg umstritten. 1535 musste Bamberg die österreichische Oberhoheit anerkennen, Bamberg blieb aber im Besitz der Grundgefälle, Zolleinnahme und vor allem der Bergwerkseinnahmen. Dies war wegen des Quecksilbervorkommens in Villach und vor allem wegen der Bleibergwerke wirtschaftlich wichtig. Im Ewigen Vergleich 1674 wurde die Landeshoheit endgültig Habsburg übertragen und 1759 wurden auch die letzten Rechte dorthin verkauft.

## Vizedome
Als Vizedome sind urkundlich bekannt:
- Ulrich Graf von Pfannenberg (1338)
- Friedrich Graf von Ortenburg (1350)
- Balthasar von Gützbach (1360)
- Eberhard von Kollnitz (1368)
- Dietrich von Abensberg (1377)
- Klaus von Eich (1461)
- Philipp Ernst Groß Freiherr von Trockau (1498)
- Ernst Bernhard von Schaunburg (1506)
- Georg von Wichsen (1513)
- Johann Friedrich Freiherr von Hoffmann (1521)
- Georg von Streitberg (1531)
- Willibald von Redwitz (1535)
- Konrad von Gich zu Lisperg (1546)
- Georg Ulrich von Kindsperg (1551)
- Andreas Fuchs (1560)
- Georg Freiherr von Wichsenstein (1572)
- Hans Friedrich Hoffmann Freiherr von Streckha (1583)
- Wolfgang Heinrich von Redwitz (1592)
- Johann Georg von Stadion (1600)
- Johann Kaspar von Lammershaim (1622)
- Franz von Hatzfeld (1626)
- Daniel Heusel (Abt zu Arnoldstein) (1627)
- Rudolph von Stadion (1632)
- Otto Kottwitz von Aulenbach (1645)
- Philipp Valentin Voit von Rieneck (1642–1651)[1]
- Johann Georg Stainreiter (1665)
- Peter Philipp von Dernbach (1669)
- Franz Otto Kottwitz von Aulenbach (1674)
- Konrad von Milchling (1695)
- Johann Wolfgang von Wallenfels (1698)
- Philipp Ernst Groß Freiherr von Trockau (1707)
- Jobst Bernhard von Aufseß (1710–1712)[2]
- Georg Andreas Joseph Graf von Christallnigg (Obrist-Bergmeister in Kärnten) (1739)
- Johann Philipp Horneck Freiherr von Weinheim (1745)